# Assad Kotaite
Assad Kotaite (أسعد قطيط) (né le 6 novembre 1924 et mort le 27 février 2014) est une personnalité libanaise. Il fut le président du conseil de l'organisation de l'aviation civile internationale (OACI) de 1976 à 2006.

## Biographie
Assad Kotaite est né à Hasbaya au Liban en 1924.
En 1948, il est diplômé de l'université française de Beyrouth. En 1952, il termine un doctorat en droit à l'Université de Paris, et entre à l'Institut des Hautes études internationales. En outre, il est diplômé de l'Académie de droit international de La Haye.
Il retourne au Liban en 1953, et devient Chef des services juridiques, Accords internationaux et relations extérieures à la Direction générale de l'aviation civile du Liban. De 1956 à 1962, il est le représentant du Liban au Conseil de l'OACI. En 1963 et 1964, il est Chef du service administratif à la Direction générale des transports du Liban. De 1965 à 1970, il représente à nouveau le Liban au Conseil de l'OACI. Le 1er août 1976, il devient président du Conseil de l'OACI. Il est remplacé le 1er août 2006 par le Mexicain Roberto Kobeh González.

## Distinctions et récompenses
- En 2005, il reçoit le Philip J. Klass Award for Lifetime Achievement.
- En septembre 2013, il reçoit le Edward Warner Award, une des plus hautes distinctions du monde de l'aviation[3].